# Sustrato lingüístico del español

Reconstrucción de la situación lingüística de Hispania, c. 200 a. C..

El substrato lingüístico del español es el sustrato de lenguas paleohispánicas que influyeron en la formación del castellano, sobre todo en el léxico y en la toponimia.

## Introducción
En la lingüística románica, la teoría de substrato lingüístico sostenía que muchas de las características definitorias de las lenguas romances que las diferenciaban de la otras lenguas vecinas se debían a las lenguas anteriores a la romanización. Supuestamente el latín popular de los romanos que colonizaron diversos territorios lo aprendieron como segunda lengua por los hablantes de lenguas diferentes, lo cual habría dado lugar a un dialecto de latín "imperfecto" influido por las características de las lenguas prerromanas. Si bien estas ideas han sido matizadas y en lingüística histórica casi nadie sostiene ya que el factor crucial de la diferenciación de las lenguas romances fue el diferente substrato lingüístico de cada lengua, sí parece claro que parte del léxico, tal vez algo en la fonología y algunas características secundarias sí pudieron estar influidas por las lenguas de substrato lingüístico.
En el caso del territorio donde se formó el castellano medieval el sustrato lingüístico prerromano habría estado formado por:
- El vascuence-aquitano, que habría tenido cinco vocales y no tendría diferencia entre vocales cortas y largas. Además en posición inicial no toleraba /f-/ y esto podría haber influido en el cambio observado en muchas palabras donde /f-/ latina inicial pasa en castellano medieval a una /h-/ aspirada inicial.[3]
- Las lenguas hispano-célticas, supuestamente responsables de la lenición de las oclusivas intervocálcias del latín /-p-, -t-, -k-/ en /-b-, -d-, -g-/.

## Fonología y morfología

### Posible influencia céltica

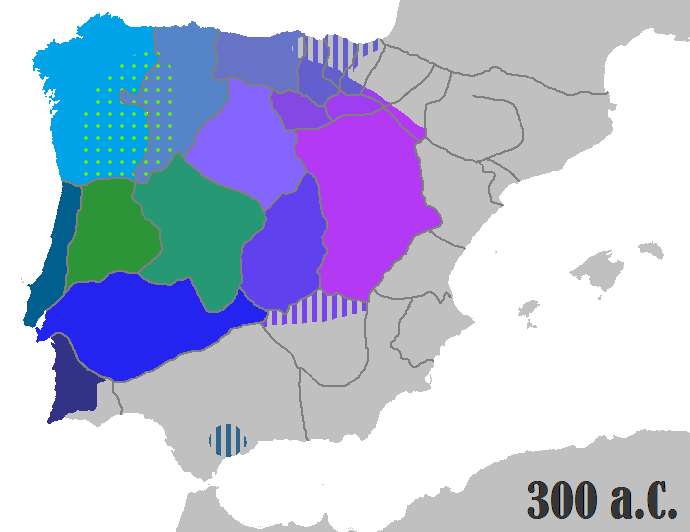
Lenguas hispano-célticas en tonos azules y morados (celitbérico), algunas lenguas paracélticas se presentan en tonos verdes (lusitano).

El substrato céltico ha sido relacionado tentativamente con algunos rasgos presentes en español (y en alguna otra lengua romance de la península Ibérica):
- la lenición de las oclusivas sordas intervocálicas a sonoras /-p-, -t-, -k-/ > /-b-, -d-, -g-/. Algunos autores lo relacionan con un sustrato céltico (cfr. galés *blatu > blawd ‘flor’, *balleko > balleg ‘saco’). Entre los romances hispánicos únicamente el mozárabe resistió la lenición: ficaira ‘higuera’ < ficaria.
- la fricativización del grupo DY > Z: gaudium > ‘gozo’. Algunos autores lo consideran resultado de un sustrato céltico; se constata en celtibérico: ozas < *(p)odians 'pies', zoelae < *diovelae < *dyew-el-ai.
- la anticipación de yod: ‘cuero’ < cuiro < corium, ‘Duero’ < duiro < Durius. Algunos autores lo relacionan con un sustrato céltico (cfr. irlandés cuire < *corio ‘ejército’).
- la asimilación del grupo N'M > LM: ‘alma’ < an'ma < anima. Algunos autores lo relacionan con un sustrato céltico; se constata en celtibérico: melmu < *men-mōn ‘inteligencia’.
- la inserción de /b/ para la realización del grupo m'r: ‘cambra’ < cam'ra < cámara. Ya se registra en antiguo hispano y para algunos autores puede tener relación con un sustrato céltico (cfr. Sambrucela < *sam'ruocela < *sámaro-ocela ‘la colina del [río] Sámaro’).
- el sufijo diminutivo -ino, -ina. Aunque no tiene la misma vigencia que en galaicoportugués -iño, -iña (Tomasiño) y asturleonés -ín, -ina (Tomasín), también se presenta ocasionalmente en español. Se ha buscado una relación de este sufijo con un sustrato céltico, ya que se corresponde exactamente con el diminutivo empleado en irlandés -in, -ine (Tómasín ‘Tomasito’, capaillín ‘caballito’, cfr. asturleonés caballín) y galés -yn, -en (pysgodyn ‘pescadín’).

### Posible influencia eusquérica

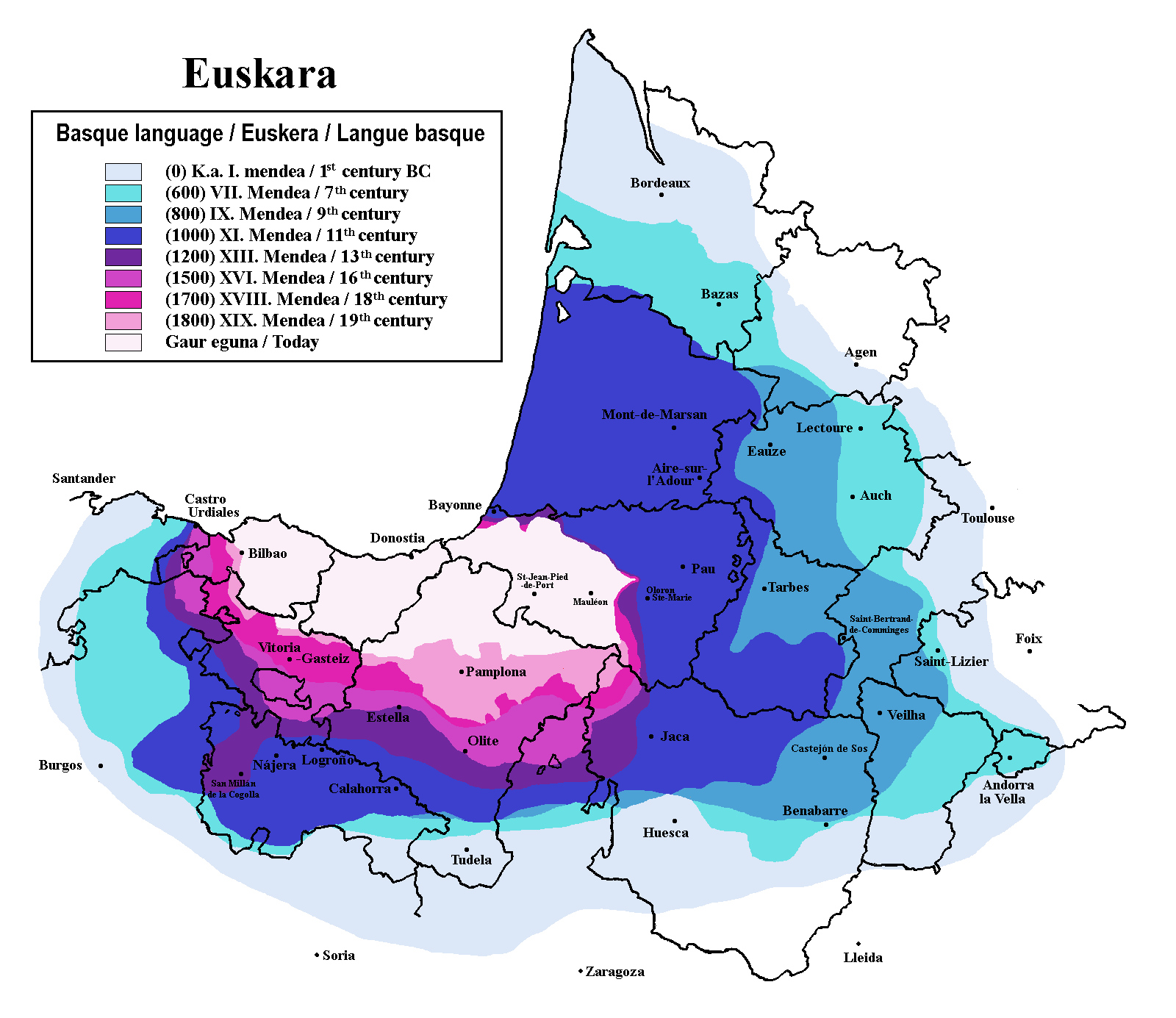
Variedades eusquéricas, emparentadas con el antiguo aquitano, se habrían hablado en el noroeste de Cataluña al menos hasta el, según algunas interpretaciones de la toponimia

El castellano y otras lenguas romances de la península tienen una /s̺/ (escrita s) articulada como apicoalveolar que difiere en su forma de articulación de las de otras lenguas romances de otros territorios, que la Edad Media existía junto con otra sibilante laminodental /s̻/ (escrita ç o z), la variante que sobrevivió en América. 
Posteriormente, el reajuste de las sibilantes del idioma español del siglo XVII hizo que en todas las variantes de español sólo sobreviviera uno de estos dos sonidos. La existencia inicial de /s̺/ opuesta a /s̻/ es un fenómeno paralelo que todavía sigue en euskera moderno, donde existe una oposición fonológica entre z /s̺/ y s /s̺/.

## Léxico

### Palabras prerromanas de origen desconocido
Existen algunas palabras muy frecuentes en español (cama, barro, perro) que usualmente se consideran de origen prerromano, aunque la lengua de la que proceden no está clara, por lo que no ha podido determinarse de qué palabras originales proceden esos términos.

### Palabras de origen céltico
Entre la influencia léxica y toponímica del hispanocelta puede citarse:
- numerosos topónimos; entre los de origen céltico destacan los que tienen el sufijo -briga, que significa ‘lugar alto’ (Flaviobriga o Segobriga —también como raíz, en Bergantiños o Brihuega—) o la raíz sega, que significa ‘victoria’ (Segovia o Sigüenza).
- palabras de probable origen céltico, como abedul, álamo, aliso, amelga, balsa, baranda, barrendo, beleño, berro, berrueco, cantiga, colmena, estancar, gancho, garza, gorar, lanza, légamo, losa, olca, páramo, rodaballo, tarugo, tranzar, virar y otras que se incorporaron al latín desde otras lenguas célticas no peninsulares y luego se incorporaron al español como a otras lenguas romances, como braga, cabaña, camisa, cerveza, legua;[4]

### Palabras de origen vasco
Además de las anteriores se conoce un buen número de préstamos léxicos del euskera-aquitano al español. Entre esas palabras están aquelarre, cencerro, chamarra, chaparro, gabarra, izquierda, laya, narria, órdago, pizarra, socarrar, zamarra, zumaya;

### Palabras de origen ibérico
Si bien las lenguas íberas no forman parte estricta del substrato lingüístico del español, algunas palabras ibéricas pudieron pasar al latín hispánico general y aparecen en español por esa razón. Entre ellas encontramos:
- barranco, carrasca, gándara, lama; y otras incorporadas al latín, pero de origen ibérico, como estepa, galena, minio, sobral; alguna de las cuales las propias fuentes romanas las identifican como ibéricas, como arroyo, coscojo y gordo;[6]